# Mariinskij Slot
Mariinskij Slot (ukrainsk: Маріїнський палац, tr. Mariіnskij palats) er den officielle ceremonielle residens for Ukraines præsident i Kyiv. Mariinskij Slot er opført i barokstil på den kuperede bred af Dnepr-floden. Paladset støder op til den nyklassicistiske parlamentsbygning Verkhovna Rada.

## Historie
Slottet blev bestilt af den russiske kejserinde Elisabeth i 1744 og blev tegnet af Bartolomeo Rastrelli, den mest berømte arkitekt i det Russiske Kejserrige på den tid. En af Rastrellis elever, Ivan Mitjurin, færdiggjorde sammen med en gruppe andre arkitekter slottet i 1752. Kejserinde Elisabeth nåede dog aldrig at se slottet før sin død i 1762, og den første kronede person til at besøge det var Katarina den Store, som besøgte Kyiv i 1787. I slutningen af 1700-tallet og begyndelsen af 1800-tallet var slottet hovedresidens for generalguvernørerne for Kiev guvernement.
I begyndelsen af 1800-tallet var slottet udsat for en række brande, der ødelagde det, hvorefter det var forladt og i en tilstand af totalt forfald i næsten et halvt århundrede. I 1870 lod kejser Alexander 2. slottet rekonstruere af arkitekten Konstantin Majevskij, der anvendte gamle tegninger og akvareller som vejledning. Slottet blev herefter opkaldt efter Alexander 2.'s hustru, kejserinde Maria Alexandrovna. Efter hendes ønske blev der etableret en stor park syd for slottet, Mariinskij Park.
Slottet blev herefter brugt som residens for besøgende medlemmer af den russiske kejserfamilie frem til Den Russiske Revolution i 1917.